# GAM-1
GAM-1 – doświadczalny komputer zerowej generacji opracowany przez Zdzisława Pawlaka. Pierwszy komputer powstały w Grupie Aparatów Matematycznych (GAM) Państwowego Instytutu Matematycznego w Warszawie w 1950 r. Nie był jednak nigdy stosowany do obliczeń praktycznych, służył wyłącznie do celów dydaktycznych. Został rozebrany na części w 1955 r.
Podobny, przekaźnikowy komputer dydaktyczny powstał w 1959 r. w Wojskowej Akademii Technicznej.

## Dane
- arytmetyka binarna
- dwubitowe słowo maszynowe
- zakres liczb: 0-3 (binarnie: 00, 01, 10 i 11)
- rozmiar szyny adresowej: 4 bity
- pamięć operacyjna: 16 bitów (8 komórek pamięci)
- urządzenia we-wy: we - taśma dziurkowana, wy - dwie lampki
- szybkość: 1 rozkaz/s
- rozkazy: dodawania (kod 00), dopełnienia (01), porównania (10) i selekcji (11).
- technologia: przekaźniki[3]